# Spar Handelsgesellschaft
Die Spar Handelsgesellschaft mbH (bis Dezember 2005 Spar Handels AG, Eigenschreibweise: SPAR) war der Kern einer bedeutenden Unternehmensgruppe des Lebensmitteleinzelhandels in Deutschland. Sie verlor 1997 ihre Selbständigkeit und ist nach Sanierung seit September 2005 eine Tochtergesellschaft der Edeka Zentrale AG & Co KG. Alle großen Märkte wurden auf Edeka umgeflaggt; es verblieben nur kleinere Supermärkte unter der Marke Spar Express sowie eine kleine Anzahl weiterer Märkte selbständiger Kaufleute, die am Namen Spar festhalten. Mit der Neuauflage ab 2025, wird es innerhalb des Edeka Konzerns neue kleinere Märkte unter dem Markennamen SPAR geben, die den Fokus auf Nahversorgung legen. Im August 2013 wurde die Gesellschaft in Edeka Zentrale Handel und Produktion GmbH mit Sitz in Hamburg umfirmiert.

## Geschichte

### Aufbau (1952–1966)
Die deutsche Spar-Organisation wurde nach niederländischem Vorbild 1952 gegründet. Sie war ein freiwilliger Zusammenschluss von Groß- und Einzelhändlern. Als Gründer der Kette fungierten Werner Hagen, Rolf Knigge und Franz Weissbecker. Ziel der Gesellschaft war der langfristige Ausbau der Marktanteile und Gewinne, um sich gegen Mitbewerber wie den späteren EDEKA und weitere behaupten zu können. Gemäß dem bereits in den Niederlanden bekannten Konzept schlossen sich dafür verschiedene, selbständige Kaufleute unter der Dachmarke SPAR zusammen. 1952 kam es zum Zusammenschluss der Kaufleute Lisseborn/Jürgens, Braunschweig; Karl Koch, Düsseldorf; Hammerschlag, Limburg; Schimmelpfeng, Bad Hersfeld und Störzbach, Ellhofen, nur ein Jahr später folgten Pfeiffer & Sukop, Hamburg und H. Mezger, Ulm. Im selben Jahr wurden die ersten eigenen Handelsmarken eingeführt.
In den Folgejahren schlossen sich zudem die Kaufleute G. Scharpe, Obernkirchen (1954), Hansen & Höpner, Flensburg; Gustav Georgi, Gochsheim; Carl Louis Rosa, Schweinfurt; J. Röger, Weiden; Schaal-Kurtz, Reutlingen (alle 1955) und Bernhard Schmidt, Hamburg sowie J. Probst, Kaufbeuren (beide 1958) an.
Aus diesen selbständigen Großhandlungen entwickelten sich durch Fusionen und weitere Übernahmen die regionalen Spar-Zentralen. 1952 entstanden regionale Handelsvereinigungen, die sich 1955 zur Deutschen Handelsvereinigung Spar e. V. zusammenschlossen. Diese Vereinigung war das Instrument der Willensbildung der beteiligten Groß- und Einzelhändler. 1960 startete ein eigener Versandhandel. Im selben Jahr startete erstmals bundesweit einheitliche Werbung.

### Wachstum (1966–1985)

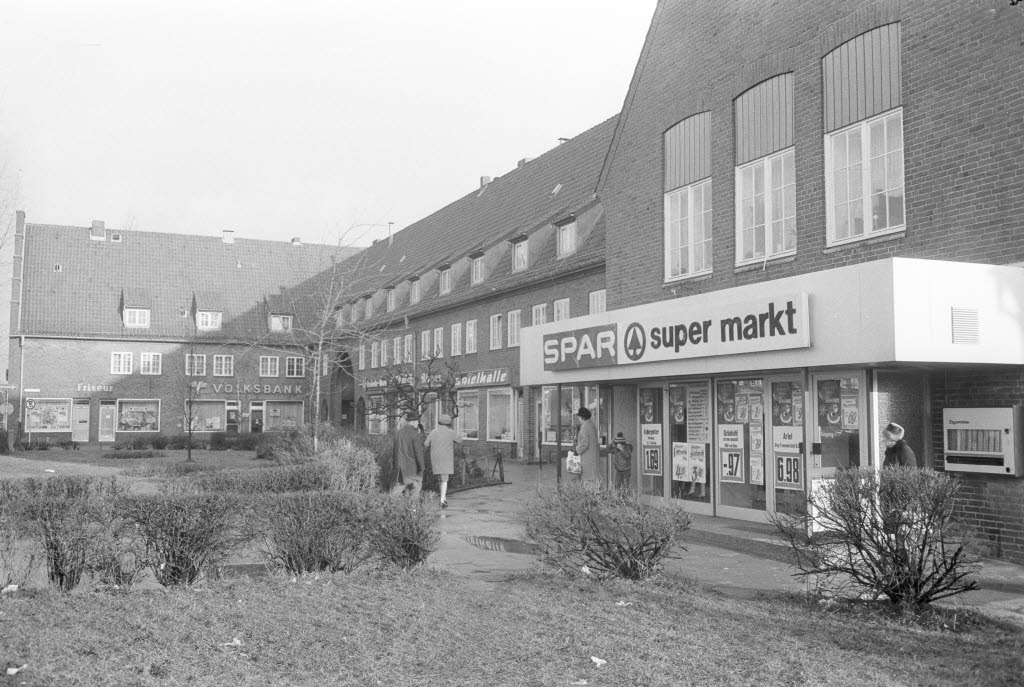
Einkaufszentrum am Andreas-Hofer-Platz in Kiel samt SPAR-Markt, 1973

Ein SPAR-Markt in Rüdesheim in den 1970er-Jahren

Ab etwa 1966 schlossen sich verschiedene Organisationen zusammen. So wurden Spar Bremen und Spar Oldenburg 1966 durch Bernhard Schmidt, Hamburg übernommen, im Folgejahr verschmolzen Spar Lüneburg und Bernhard Schmidt. 1968 wurde die erste Deutschland-Zentrale gegründet, die Deutsche Spar Handels GmbH & Co. Das Unternehmen war für die zentrale Warenbeschaffung und die Abwicklung des Zahlungsverkehrs zwischen der Großhandlungen und den Lieferanten zuständig. In diesem Jahr begann auch das Kapitel der Verbrauchermärkte unter dem Firmennamen P & Q. Im Jahr 1969 wurde Spar Südwest gegründet. 50 Verbrauchermärkte und SB-Warenhäuser betrieb die Spar im Jahr 1972. 1974 schloss sich Georgii Rosa an Spar Südwest an. Nur ein Jahr später, im Jahr 1975 fusionierten die Spar Zentralen Hamburg Süd und Hamburg Nord zur Pfeiffer & Schmidt oHG mit Sitz in Schenefeld (Kreis Pinneberg) und bildeten die Spar Zentrale Hamburg. Ein Jahr später wird der Grundstein für die Baumarktsparte Bauspar gelegt.
Im Zuge der Zusammenschlüsse wurde auch Umsatzwachstum erreicht, 1977 erzielte die Deutsche Spar einen Umsatz von 7,542 Mrd. DM. 1980 entstand aus den Firmen Hansen & Höpner, Flensburg (Spar) und Großhandels-Union Nord, Jürgensen & Ingwersen, Husum die Spar Handelsunion Husum-Flensburg. 1981 ging Schaal-Kurtz, 1982 Schimmelpfeng in der Spar Südwest auf. Die Spar Handelsunion Husum-Flensburg wurde 1982 von der Pfeiffer & Schmidt oHG übernommen.
Das Jahr 1982 führte auch zu einem Ausflug in den Non-Food-Handel mit der Gründung des Filialunternehmens KODi. Damit wurde versucht, das Geschäftsmodell der Lebensmitteldiscounter in das Non-Food-Geschäft zu übertragen. Kodi wurde zum 1. Januar 2002 an die Meridian Immobilien- und Verwaltungs GmbH in Leipzig verkauft. Ferner wurde Mitte der 1980er die Ladenkette IFA übernommen.

### Konzentration und Expansion (1985–1995)
Die Spar Handels AG wurde 1985 gegründet. Das Unternehmen beteiligte sich in den folgenden Jahren an den regionalen Großhandelszentralen. Ab 1988 wurde die Aktie an der Börse notiert, 1989 wurde die Spar Handels AG an der Börse eingeführt. Mit der attracta Handels-GmbH & Co. SB Warenhaus Kommanditgesellschaft übernahm man neun Verbrauchermärkte, die in Franken unter attracta flaggten. Das Unternehmen, das selbst zur Hinterleitner KG gehörte, betrieb über die Tochtergesellschaft Oertel GmbH & Co. KG u. a. Feinkost- und Fleischwarenfabrik. Damit wurde die Expansion auf der Einzelhandelsebene forciert und die Konzentration im Großhandelsbereich fortgesetzt. Im gleichen Jahr übernahm die Spar Handels AG die Supermarktkette Himmelreich mit Sitz in Köln-Porz. Ebenso ging die Spar Südwest in der AG auf.
Im Zuge des Mauerfalls und der Wende expandierte Spar ab 1990 in die neuen Bundesländer, wobei 2.000 Geschäfte der HO übernommen und die Spar Nordost gegründet wurden. Die Spar Nordost wurde 1992 in die AG eingegliedert. Mit 25 % war die SPAR Handels AG seit 1992 an der Netto Supermarkt GmbH in Stavenhagen beteiligt. Partner war Dansk Supermarked. Zudem wurden 1992 die Kafu-Wasmund-Märkte in Braunschweig und die Filialen der Konsumgenossenschaft in Berlin übernommen. Im Folgejahr erfolgte die Übernahme von 103 Märkten der Asko im Raum Braunschweig, Hannover, Bremen übernommen. Die Firmen der Interspar-Gruppe wurden in die Spar Handels AG eingegliedert. 1994 wurde die Potsdamer KG Frischmarkt-Warenhandel mit 60 Märkten übernommen.

### Krise und Sanierung (1995–2004)

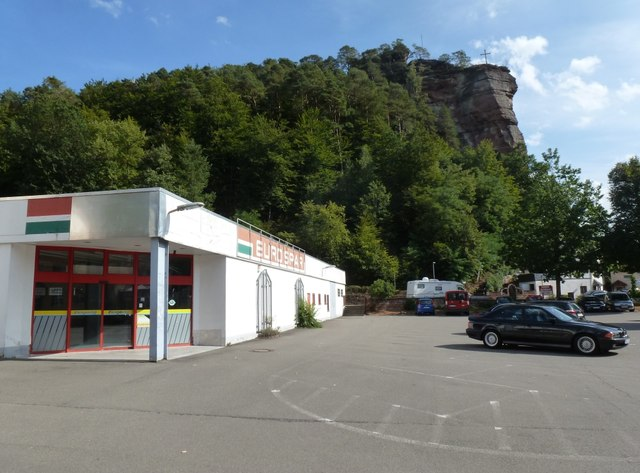
Ein ehemaliger EUROSPAR-Markt in Dahn, nach der Übernahme als EDEKA weitergeführt, inzwischen geschlossen und durch Penny-Markt (Neubau) ersetzt

Ab 1995 befand sich Spar zunehmend in einer Krise und musste erste Sanierungsschritte unternehmen, um die Zukunft des Unternehmens gewährleisten zu können. Der zur Gruppe gehörende Großverbraucherlieferant Franke & Panzer wurde an Rewe verkauft. Im selben Jahr ging zudem das Logistikzentrum Ost in Mittenwalde (Brandenburg) in Betrieb.
Trotz der schwierigen Lage wurden ab 1996 dennoch ein weiteres Wachstum, vor allem durch Übernahmen, forciert. Es erfolgten die Übernahmen von:
- 11 Eurospar-Märkten von Kling & Sohn in Pirmasens,
- 66 Märkten von Bolle in Berlin und
- 36 großflächigen Continent-SB-Warenhäusern der Sulzbacher Promohypermarkt AG & Co. KG (ehemalige Deutschlandtochter des französischen Handelsriesen Promodès)

Der Großhandel des insolventen Lebensmitteleinzelhändlers Kathreiner wurde übernommen. Der Einzelhändler Contzen übertrug die Belieferung von 600 Märkten unter den Namen VeGe und Vivo der Spar Handels AG. 1997 wurden acht SB-Warenhäuser und ein Cash & Carry-Markt von Holzer Parkkauf übernommen.
Dem rasanten Wachstum durch Akquisitionen und der gruppeninternen Fusionen folgte 1997 für die Spar Handels AG der Verlust der Selbständigkeit. Die französische Handelsgruppe ITM Entreprises S.A. wurde über deren Schweizer Tochter Intercontessa AG Mehrheitsaktionär bei der SPAR Handels AG. Daraus entstand laut eigenen Angaben die Nr. 1 im europäischen Lebensmittelhandel. 1998 wurde mit der Übernahme der Karlsruher Pfannkuch-Gruppe mit 212 Märkten (Pfannkuch / Kolossa), von PRO Hamburg (eine ehemalige Konsumgenossenschaft) mit 152 Märkten sowie von 32 Märkten im Raum Kassel der Wachstumskurs noch fortgesetzt.
Die Übernahme durch ITM führte zu einer strategischen Neuausrichtung der Spar-Gruppe. Sie konzentrierte sich auf kleinere und mittelgroße Verkaufsflächen. 74 große Interspar SB-Warenhäuser samt der Zentrale in Wuppertal wurden für rund 1,1 Mrd. DM an den US-Riesen Wal-Mart abgegeben, es wurde ein Zentraleinkauf mit dem Partner ITM, die Schweizer Agenor AG, gebildet. 1999 wurden die verbliebenen Interspar-Häuser auf Eurospar umgeflaggt. Ab 2000 wurden Eurospar-Standorte auf Intermarché umgeflaggt.
1996 erfolgte die Abgabe von 32 Baumärkten, die unter der Marke Bauspar flaggten und einen Umsatz von 322 Mio. DM erwirtschafteten. Die hauptsächlich in Nord- und Westdeutschland befindlichen Standorte (einschließlich der Standorte in Weißwasser, Wolfen und Schwedt in Ostdeutschland sowie Leingarten und Mühldorf in Süddeutschland) wurden dabei an die Tochter der späteren Metro AG Praktiker verkauft und auf die gleichnamige Vertriebslinie umgestellt.
2001 wurde für die Sanierung der Schweizer Fritz Amman berufen. Unter seiner Leitung verstärkte das Unternehmen den Fokus auf Großhandel für die SPAR-Einzelhändler, Verbrauchermärkte und den Lebensmitteldiscount (Netto Marken-Discount und Netto). Das führte in den folgenden Jahren zur Auf- und Abgabe verschiedener Unternehmensteile:
- Der seit 1996 zu SPAR gehörenden Online-Lebensmittelhandel wurde zum 1. November 2001 eingestellt, der Non-Food Discounter Kodi wurde zum 1. Januar 2002 verkauft.[10][4]
- Zum 1. Mai 2002 wurden die 25 C+C-Märkte, mit einem Umsatz von rund 200 Millionen Euro und ca. 600 Mitarbeitern im Jahr 2001 an die Metro-Tochter C+C Schaper abgegeben.[11]
- 2003 wurden 74 Verbrauchermärkte geschlossen und 117 an neue Eigner übertragen. Von 15 Lagerstandorten wurden vier geschlossen. Weiter wurden acht Eurospar-Standorte in Nord-Niedersachsen und Mecklenburg-Vorpommern an die Edeka Nord veräußert.[12]
- 2004 wurden weitere Verbrauchermärkte ausgegliedert, darunter die Eurospar-Standorte in Flensburg und Wedel, die an die Famila Nordost gingen.[13][14] ITM erhöhte seine Beteiligung an der SPAR Handels AG.

### Verkauf und heutige Situation (2004–)

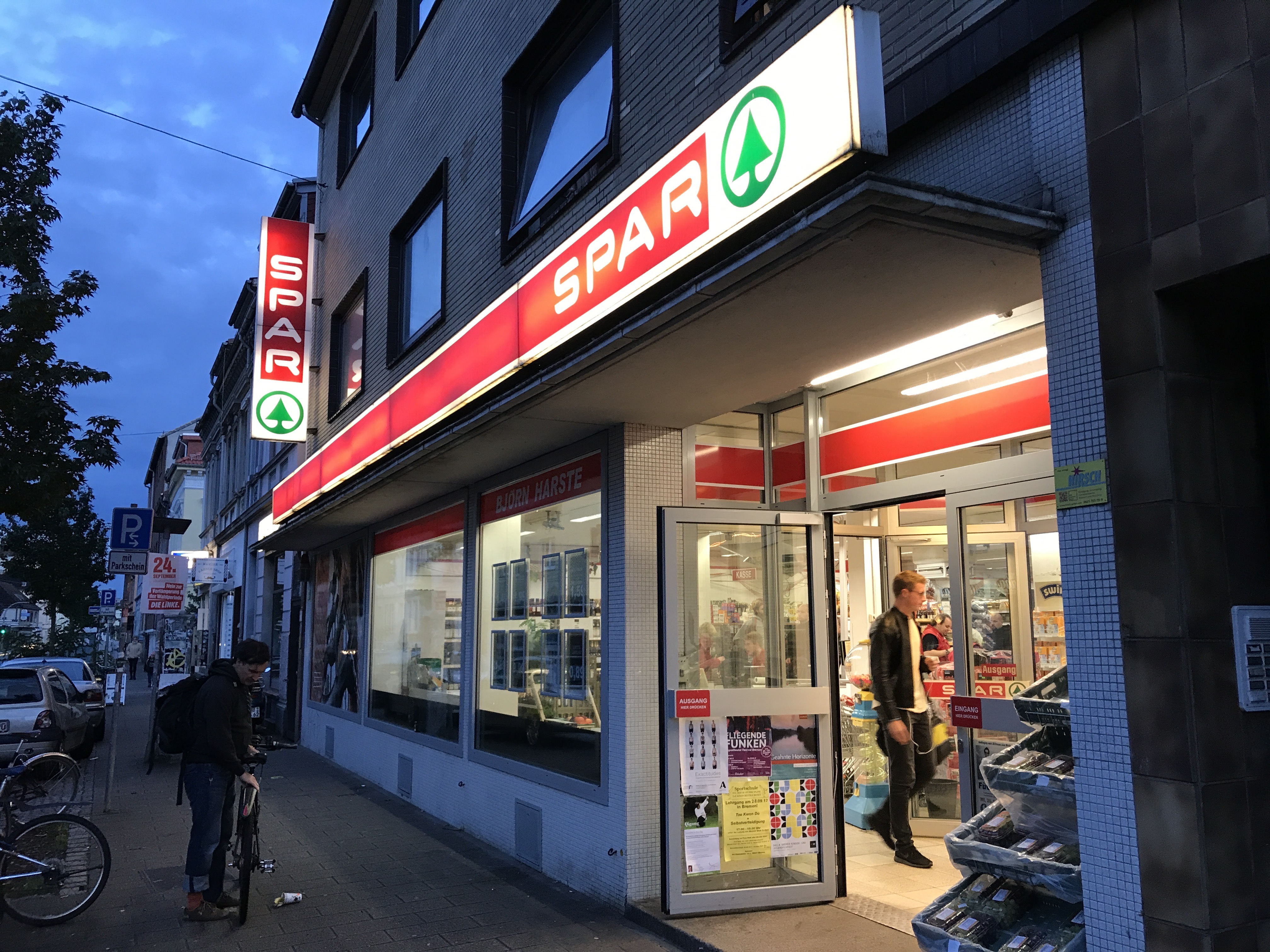
Einer der letzten seiner Art: Ein SPAR-Markt in der Bremer Neustadt, seit Dezember 2018 flaggt der Markt als EDEKA

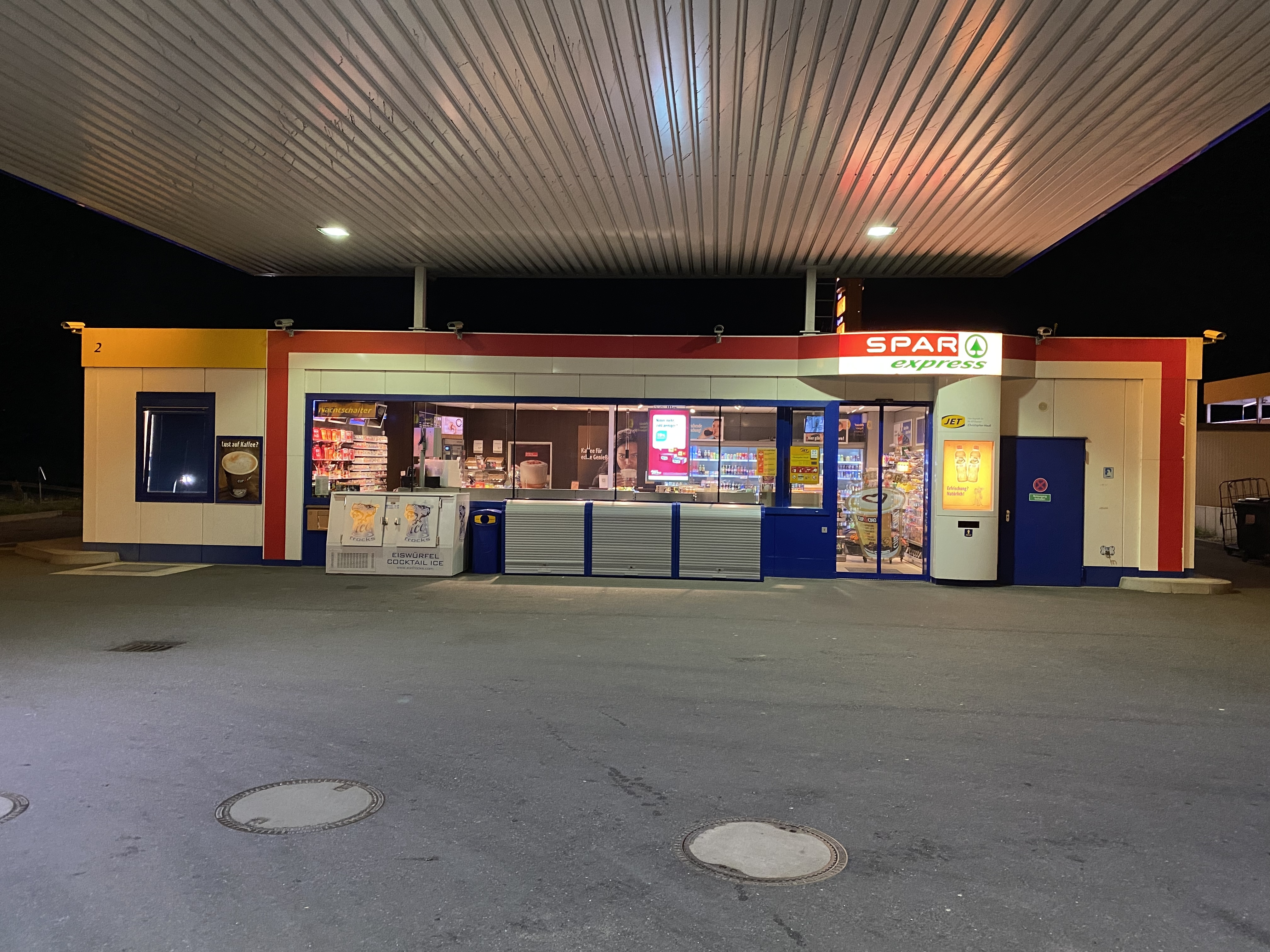
Ein SPAR express-Shop an einer Jet-Tankstelle in Bockenheim

Bereits zu Beginn des Jahres 2004 gab es erste Gerüchte einer Übernahme durch die Edeka. Auch eine Übernahme durch die Rewe stand kurzzeitig im Raum. Kurz vor der Übernahme durch die Edeka gab es Ende 2004 noch 2.173 selbständige Einzelhändler, die unter den Vertriebslinien Spar, Superspar oder Spar express am Markt auftraten. Zum Konzern gehörten noch 35 Verbrauchermärkte unter den Vertriebslinien Eurospar und Intermarché, welche aufgrund bestehender Verträge nicht veräußert werden konnten. Die 1.073 Netto-Filialen beider Netto-Ketten wurden 2004 an die Muttergesellschaft ITM verkauft und blieben somit im Firmenverbund. Bereits im Vorfeld gab es Spekulationen zu einem Verkauf der lukrativen Discountsparte. Ein alleiniger Verkauf der Netto und Netto-Marken-Discount-Märkte an die Edeka bzw. die Rewe waren im Vorfeld gescheitert.
Der Konzern wies für 2004 einen Umsatz von 6,3 Mrd. Euro aus. Davon entfielen 2,5 Mrd. Euro auf den Großhandel, 0,4 Mrd. Euro auf die Verbrauchermärkte und 3,4 Mrd. Euro auf die letztmals konsolidierte Netto-Gruppe. Im operativen Geschäft wurde erneut ein Verlust eingefahren. Das Jahresergebnis fiel durch den Verkauf der Netto-Gruppe jedoch positiv aus. Die Zahl der Mitarbeiter schrumpfte um 3.614 auf 17.161.
2005 wurde ITM Alleineigentümer. Die Zentrale wechselte die Rechtsform und wurde nun die SPAR Handelsgesellschaft mbH. Per 12. September 2005 verkaufte ITM Spar, Netto Marken-Discount sowie 25 % an Netto an die Edeka-Zentrale AG. In der Folge kam es für die Spar-Organisation zu tiefen Einschnitten. Die Belieferung der über 2.000 selbständigen Spar-Einzelhändler wurde auf die sieben Edeka-Regionalgesellschaften übertragen. Die Spar Handels AG, die Ende 2005 noch 2.800 Mitarbeiter beschäftigte, wurde stark geschrumpft und ist in der Edeka aufgegangen. Regionallager wurden zusammengelegt. Die Schließung aller Logistikstandorte außer Schenefeld wurde angekündigt.
Fast alle Filialen der Spar-Gruppe wurden von der Edeka übernommen und werden heute als Vertriebslinien der Edeka geführt. Übrig blieben einige Standorte, deren Kaufleute sich für die Beibehaltung des Namens Spar entschieden. Zusätzlich sind weiterhin Standorte als Spar Express, vor allem an Jet-Tankstellen, Bahnhöfen, in Fußgängerzonen und Einkaufszentrum oder an Flughäfen zu finden. Der Fokus liegt dort auf Convenience Food, also hauptsächlich Fertiggerichten und Ware zum Direktverzehr.
2024/2025 wurde bekannt, das Edeka die Marke SPAR neu ausrollen möchte. Demnach werden Partner gesucht, die das neue SPAR Konzept entweder als Tankstellenshop, Stand-Alone-Filiale oder vollautomatischen Verkaufscontainer nutzen möchten.

## Vertriebslinien
Die Spar Handels AG betrieb verschiedene Vertriebslinie, je nach Verkaufsfläche und Typ des Marktes.
| Name                  | (Aktuelles) Logo | Beschreibung |
| --------------------- | ---------------- | --- |
| SPAR                  |                  | Supermarktsparte, geführt durch Kaufleute, einzelne Standorte sind noch heute in Deutschland zu finden. |
| SUPERSPAR             |                  | Supermarktsparte, ausschließlich in den neuen Bundesländern zu finden gewesen, geführt durch Kaufleute mit Fokussierung auf günstige Preise. |
| EUROSPAR              |                  | Verbrauchermarktsparte mit Flächen von 800 bis 5.000 Quadratmetern, zwischenzeitliche Umflaggung einzelner Filialen auf Intermarché, spätere Umflaggung aller Intermarché-Standorte zurück auf Eurospar. |
| INTERSPAR             |                  | SB-Warenhaussparte mit Flächen ab 5.000 Quadratmetern, 74 Standorte 1998 an Wal-Mart verkauft, übrige, kleinere Standorte auf Eurospar umgeflaggt. |
| SPAR express          |                  | Convience-Store-Konzept an Tankstellen, Bahnhöfen, in Fußgängerzonen und Einkaufszentrum oder an Flughäfen. Erste Standorte wurden in Berlin, Ingolstadt, München und Rostock (an AGIP-Tankstellen), Böblingen-Hidrizhausen (an einer ESSO-Tankstelle), am S- und U-Bahnhof Schönhauser Allee in Berlin und am Schulterblatt in Hamburg sowie in Kooperation mit Lufthansa in Berlin-Tegel und BASF in Ludwigshafen geführt, wird als Tochter der Edeka-Gruppe weiterhin betrieben. |
| Intermarché           |                  | Verbrauchermarktsparte, u. a. mit Fokus auf französische Markenprodukte, ehemalige Eurospar-Standorte (ab Mai 2000; die ersten vier Eröffnungen in Hamburg und Norderstedt), spätere Umflaggung aller Intermarché-Standorte zurück auf Eurospar. Wird im Ausland weiterhin betrieben. |
| Netto Marken-Discount |                  | Discountschiene, wird als Tochter der Edeka-Gruppe weiterhin betrieben. |
| Netto                 |                  | Discountschiene, wird weiterhin betrieben, ehemalige Anteile von Edeka 2012 verkauft. |
| SB Großmarkt          |                  | Cash & Carry-Märkte, zum 1. Mai 2002 an die Metro-Tochter C+C Schaper verkauft und nachfolgend umgeflaggt. |
| BAUSPAR               |                  | 1976 gegründete Baumarktsparte, 1996 wurden alle 27 Standorte an Praktiker verkauft und nachfolgend umgeflaggt. |
| KODi                  |                  | Non-Food-Discounter, zum 1. Januar 2002 verkauft. |

## Eigenmarken
Neben der Eigenmarke SPAR führte das Unternehmen ab 1993 unter dem Namen Die Sparsamen eine Preiseinstiegsmarke für Endverbraucher. Um das Jahr 2000 führte Spar rund 400 Artikel der Preiseinstiegsmarke, unter der Marke SPAR gut 500 Artikel. Die Aufmachung der Marke SPAR war dabei an Markenartikel angelegt. Im Zuge eines letzten Redesigns verzichtete man ab 2003 bei Die Sparsamen auf das SPAR-Logo. Mit der Übernahme von Spar durch die Edeka verschwanden die Eigenmarken, Die Sparsamen wurde z. B. durch Gut & Günstig ersetzt.